# Вільям, принц Уельський
Вільям, принц Уельський (англ. William Prince of Wales, 21 червня 1982, Лондон), повне ім'я Вільям Артур Філіп Луіс Маунтбеттен-Віндзор англ. William Arthur Philip Louis Mountbatten-Windsor — старший син короля Сполученого Королівства Чарльза ІІІ та його першої дружини принцеси Діани, онук Єлизавети II. Принц Уельський з 9 вересня 2022 року після того, як його батько Чарльз III зійшов на престол після смерті Єлизавети II. Спадкоємець британського престолу.
У 2011 році Вільям став герцогом Кембриджським перед одруженням із Кетрін Міддлтон. Вільям став Герцогом Розесейським і Герцогом Корнуольським у 2022 році після сходження на престол його батька Чарльза III. Також 9 вересня йому було присвоєно титул принца Уельського, який зарезервований для спадкоємця монарха. У пари троє дітей: принц Джордж, принцеса Шарлотта і принц Луї.

## Життєпис
Народився 21 червня 1982 року в госпіталі святої Марії в Лондоні. Його хрещення відбулося 4 серпня 1982 року в Букінгемському палаці. Хрещеними батьками принца є екскороль Греції Костянтин, сер Лоренс ван дер Пост, принцеса Олександра Кентська, Мері Вест, герцогиня Вестмінстерська, лорд Брабурн і леді Сюзанна Хассі. Йому дали чотири імені — Вільям Артур Філіп Луіс (англ. William Arthur Philip Louis)
Займає перше місце в списку престолонаслідування.
Великим ударом у житті принца стало 31 серпня 1997 року, коли його мати, принцеса Діана, загинула в автокатастрофі в Парижі. Про трагедію принц дізнався тільки 1 вересня від батька, оскільки принц Чарльз заборонив дітям мати в будинку радіо. Вільям брав участь в організації похорону. Він і брат, принц Гаррі, йшли за труною матері в похоронній процесії аж до Вестмінстерського абатства, де відбувся похорон.

### Освіта
Принц Вільям навчався в початковій школі Везербі, а потім в підготовчій школі Ладгроув в Беркширі. Вільям жив у кімнаті з чотирма іншими учнями і виконував усі обов'язки нарівні з рештою. У школі він був капітаном хокейної команди та команди з регбі, захоплювався плаванням, добре грав у футбол і баскетбол, а також неодноразово представляв школу на змаганнях з марафонського бігу на пересіченій місцевості.
Потім Вільям вступив в знаменитий на весь світ Ітонський коледж, де вивчав географію, біологію та історію мистецтв. Після його закінчення принц провів рік в Чилі як волонтер благодійної групи Raleigh International.
З 2001 до 2005 року навчався в Сент-Ендрюському університеті в Шотландії, за спеціальністю історія мистецтв, а пізніше географія. Дипломна робота принца 2005 року була присвячена кораловим рифам.
У 2006 році Вільям пройшов курс в Королівській військовій академії в Сандхерсті. У грудні 2006 року він отримав офіцерське звання і вступив до полку Королівські та Сині. У Великій Британії будь-який потенційний монарх повинен мати офіцерське звання, оскільки стаючи монархом, він формально очолює збройні сили країни.
У 2009 році, після закінчення льотної школи в Кренуеллегцеп, був переведений у Королівські військово-повітряні сили і підвищений у званні до капітана (Flight Lieutenant). До вересня 2013 року був пілотом рятувального гелікоптера.
З 2015 року по 2017 рік принц був пілотом санітарного вертольота благодійної організації East Anglian Air Ambulance.
Як член королівської сім'ї має власний герб, базований на державному гербі Великої Британії.

### Родина
16 листопада 2010 року Кларенс-хаус оголосив про заручини принца Вільяма і його давньої подруги Кейт Міддлтон. Весілля відбулося 29 квітня 2011 року. За прямою трансляцією королівського весілля можна було спостерігати на каналі TheRoyalChannel [Архівовано 28 квітня 2011 у Wayback Machine.] сервісу YouTube. 22 липня 2013 року став батьком хлопчика. 24 липня 2013 року було оголошено, що ім'я першої дитини Принца Вільяма — принц Джордж Кембриджський.

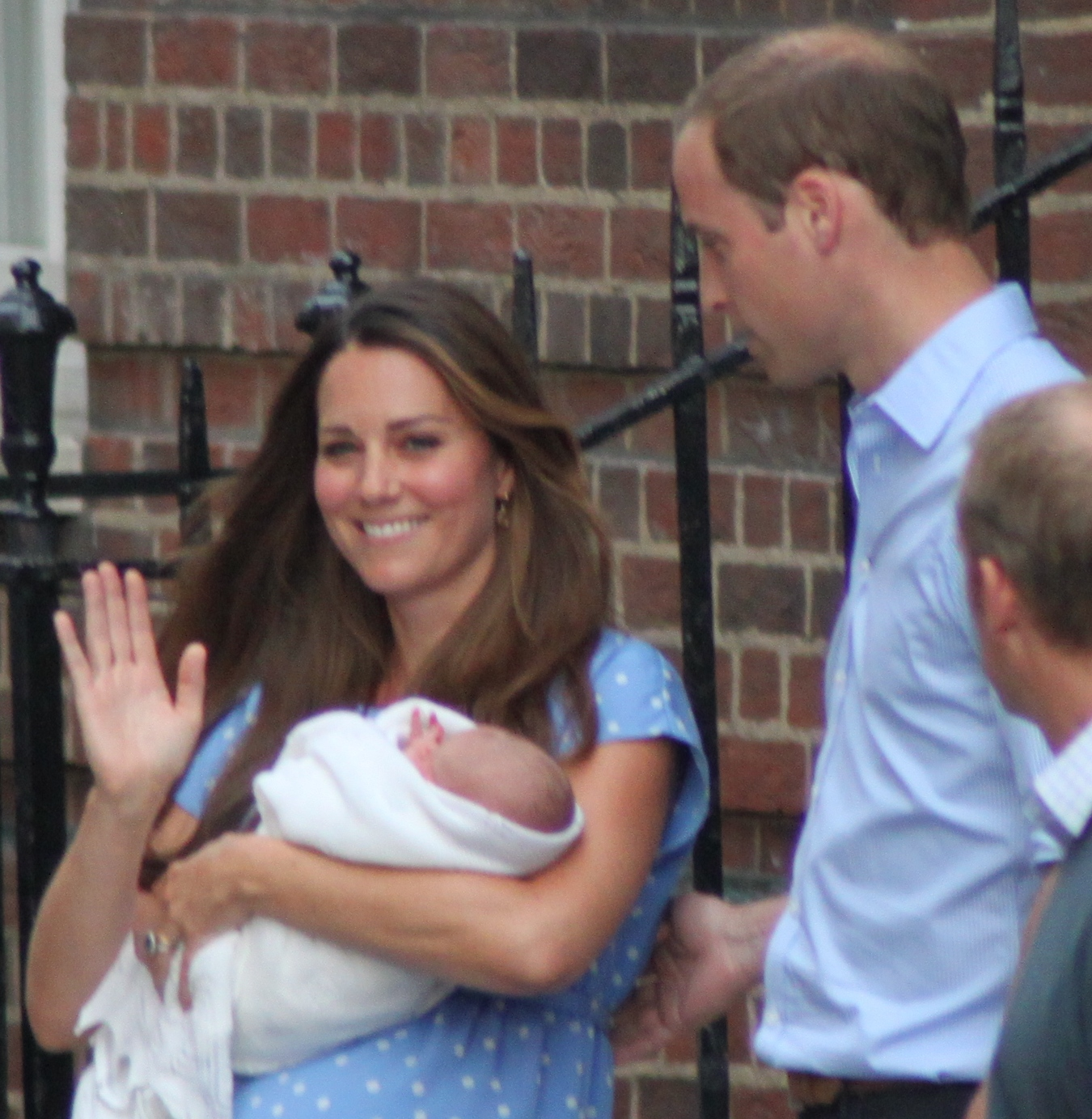
Принц Вільям та герцогиня Кетрін із сином

2 травня 2015 року принц Вільям вдруге став батьком — герцогиня Кембриджська Кетрін народила доньку, яку назвали Шарлотта Елізабет Діана.
23 квітня 2018 року об 11:01 за місцевим часом, у подружжя народилася третя дитина, хлопчик, Луїс Артур Чарльз.

## Засудження російської агресії проти України
26 лютого 2022 року після початку офіційного російського вторгнення в Україну принц Вільям та його дружина Кейт Мідлтон порушили нейтралітет королівської родини та висловили підтримку Україні та її армії. 10 березня принц з дружиною відвідали Український культурний центр, що допомагає біженцям.
23 березня 2023 року принц Вільям здійснив несподівану поїздку до Польщі та зустрівся з військовослужбовцями Великобританії, які допомагають навчатись українським бійцям. Потім він попрямував до Варшави, щоб зустрітися з українцями, які знайшли тимчасовий притулок у Польщі, поки в їхній країні триває війна.

## Цікаві факти
1. У дитинстві принц отримав від однокласника по лобі ключкою для гольфу. З того часу в нього є шрам у стилі Гаррі Поттера.
2. Найбільшим ударом в житті для принца стала смерть матері — принцеси Діани, яка трагічно загинула в автокатастрофі в Парижі 31 серпня 1997 року. Про трагедію він дізнався лише 1 вересня від батька, тому що принц Чарльз заборонив своїм дітям мати в будинку радіо. Після загибелі матері 15-річний Вільям за власним бажанням відвідував психоаналітика.
3. Принц знає три іноземні мови: французьку, ірландську і суахілі.
4. Після свого 30-річчя принц отримав заповідані йому матір'ю принцесою Діаною 10 млн.фунтів.
5. Перед весіллям з Кейт Міддлтон Вільяму вдалося поспати всього півгодини, тому під час церемонії він дуже боявся заснути або спіткнутися. «Я взагалі майже не спав через крики натовпу за вікном. Вони співали та кричали мені привітання всю ніч. Мало того, що я сам переживав, так мені ще й не давали заснути, в результаті я поспав півгодини», — розповів принц в документальному фільмі «Elizabeth: Queen, Wife, Mother».
6. Коли Вільяма запитали, що йому найбільше подобається в Кейт, він відповів, що дотепер називає її університетським прізвиськом (Babykins — дитинко) і йому це дуже подобається. Принц також зізнався, що обожнює сміятися над «цілою купою» смішних звичок Кейт.

## Герб
Згідно з звичаями, Вільям як член королівської сім'ї після досягнення вісімнадцятирічного віку отримав власний герб, заснований на державному гербі Великобританії.
Блазон
На порослій зеленою травою галявині розташовується підтримуваний щитотримачами чотиричастинний щит. У першому і четвертому полях щита повторюється герб Англії — три золотих леопарда з лазуровим озброєнням у червленому полі, у другому полі розташовується герб Шотландії — пророслий ліліями червлений лев, що встає з лазуровим озброєнням у золотому полі з червленою подвійною внутрішньою облямівкою, у третьому полі герб Ірландії — золота арфа зі срібними струнами в лазуровому полі. Поверх щита срібне титло на трьох кінцях, обтяжене ескалопом (червленою мушлею-гребінцем).
Навколо щита розташовується символ ордена Підв'язки.
Щитотримачі: праворуч — коронований відкритою короною дітей спадкоємця трону британський лев зі срібним титлом (як у щиті) на шиї; ліворуч — шотландський єдиноріг з надітою на шию короною дітей спадкоємця трону і срібним титлом (як у щиті) на шиї.
Щит коронований короною дітей спадкоємця трону з шапкою пера всередині.
Поверх корони розташовується золотий королівський шолом із золотим наметом, підбитим горностаєм і золотим нашоломником. Шолом коронований відкритою короною дітей спадкоємця трону, на якій стоїть головою в лівий бік леопард зі срібним титлом (як у щиті) на шиї.

## Титули та звернення
- 1982 (нар) -2011: Його Королівська Високість принц Вільям Уельський.
- з 2011: Його Королівська Високість герцог Кембриджський.
  - у Шотландії: Його Королівська Високість граф Стратерн.
  - у Північній Ірландії: Його Королівська Високість барон Каррікфергюс.
- з 2022: Його Королівська Високість принц Уельський, герцог Корнуольський і Кембриджський, граф Честер.
  - у Шотландії: Його Королівська Високість герцог Ротсей, граф Каррік і Стратерн, барон Ренфру, лорд Островів, принц і великий стюард Шотландії.
  - у Північній Ірландії: Його Королівська Високість принц Уельський, герцог Корнуольський, граф Честер, барон Каррікфергюс.

Повний титул (з 9 вересня 2022 року): Його Королівська Високість принц Вільям, принц Уельський, герцог Корнуольський, герцог Ротсей, 1-й герцог Кембриджський, граф Честер, граф Каррік, 1-й граф Стратерн, барон Ренфру, 1-й барон Каррікфергюс, лорд Островів, принц і великий стюард Шотландії.

## Нагороди
- Орден Підв'язки (23 квітня 2008)
- Великий Магістр Ордену Лазні (титул отриманий у 2022 році а офіційно з 2024 року)
- Медаль Золотого Ювілею королеви Єлизавети ll (2002)
- Медаль Діамантового Ювілею королеви Єлизавети ll (2012)
- Медаль Платинового Ювілею королеви Єлизавети ll (2022)
- Коронаційна медаль Чарльза lll (6 травня 2023 року)
- Орден Заслуг (Тувалу) (1 жовтня 2016)